# 根虫瘟霉
根虫瘟霉（学名：Zoophthora radicans）是属于虫霉目虫霉科虫瘟霉属的一种真菌，寄生在同翅目、半翅目、双翅目、鳞翅目、鞘翅目、膜翅目、襀翅目、缨翅目的许多昆虫上，是最常见的虫霉之一，也是寄主最广的虫霉。该种分布于全世界各地。